# Philippe Guicherd
Pas d'image ? Cliquez ici

a Compétitions nationales et continentales officielles uniquement.

Philippe Guicherd, né le 16 mai 1974 à Décines-Charpieu, est un joueur français de rugby à XV évoluant au poste de deuxième ligne. Il se reconvertit ensuite en tant qu'entraîneur.

## Biographie
Policier de profession, passé par le commissariat de Carcassonne, Il débuta dans le Top 14 avec le SC Albi en 2002.

## Carrière

### Joueur
- 1994-1996[2] : CS Bourgoin-Jallieu (juniors)
- 1996-1998[2] : RC Narbonne (espoirs)
- 1998-2000[2] : RC Sérignan
- 2001-2002[2] : FC Villefranche-de-Lauragais
- 2002-2008 : SC Albi[3]
- 2008-2010 : Section paloise[4]
- 2010-2011 : US Carcassonne[5]
- 2011-2013[réf. nécessaire] : Entente Conques Villemoustaussou[6]

### Entraîneur
Reconverti en tant qu'entraîneur de l'US Carcassonne à partir de 2013, il est démis de ses fonctions en mars 2016 à cause des résultats et du comportement décevant de son équipe,.
Après avoir entrainé le RC Castelnaudary en Fédérale 2 en 2016, le Sporting club mazamétain en Fédérale 1 de 2019 à 2022, Il entraine depuis la saison 2022-2023, les avants du PLM XV (fusion des clubs amateurs des villes de Bram et Montréal d'Aude) en championnat Régional 2,,.
| Saison      | Équipe         | Division | Poste  | Classement | Coupe d'Europe | Challenge européen |
| ----------- | -------------- | -------- | ------ | ---------- | -------------- | ------------------ |
| 2013 - 2014 | US Carcassonne | Pro D2   | Avants | 14e        | -              | -                  |
| 2014 - 2015 | US Carcassonne | Pro D2   | Avants | 9e         | -              | -                  |
| 2015 - 2016 | US Carcassonne | Pro D2   | Avants | 14e        | -              | -                  |

## Palmarès
- Vainqueur des phases finales du championnat de France Pro D2 : 2006